# Chilopeltis tonkineus
Chilopeltis tonkineus is een keversoort uit de familie platsnuitkevers (Salpingidae). De wetenschappelijke naam van de soort werd in 1924 gepubliceerd door Maurice Pic.